# Luftens hjältar
Luftens hjältar (engelska: Talespin) är en Disneyproducerad tecknad TV-serie om 65 avsnitt, ursprungligen visad i syndikering 1990-1991. Avsnitten är, med några undantag, fristående från varandra. Den svenskspråkiga titeln är en anspelning på romanen Havets hjältar av Rudyard Kipling (som också skrev förlagan till Djungelboken; se nedan).[källa behövs]

## Handling
I centrum står björnen Baloo och hans älskade sjöflygplan Vildand som har sin bas i hamnstaden Cape Suzette. Av samtida teknikfenomen att döma utspelar sig handlingen någon gång under mitten-slutet av 1930-talet. Baloo är pilot för transportbolaget "AB Far o Flyg" som ägs och drivs av Rebecka Cunningham. Baloo och hans navigatör, den föräldralöse pojken Ville Virvel, transporterar gods över hela världen.

## Persongalleri
Persongalleriet består av antropomorfa djur, delvis hämtade från Disneyklassikern Djungelboken, men i helt nya roller. I centrum står förstås björnen Baloo men även orangutangen Louie och tigern Shere Khan förekommer i många avsnitt. Shere Khans anställda piloter är alla pantrar som till utseendet påminner mycket om Bagheera.
- Baloo - skicklig pilot som manövrerar sitt älskade sjöflygplan, en modifierad Conwing L-16 kallad Vildand (Sea Duck). Han är ganska lat och ligger hellre i hängmattan eller roar sig istället för att arbeta. Baloo försöker spara ihop pengar till att köpa tillbaka sin kära Vildand sedan Rebecka tagit över det i samband med att Baloo inte hade betalat sina lån till banken. Engelsk röst av Ed Gilbert, svensk röst av Jan Koldenius.

- Ville Virvel (Kit Cloudkicker) - föräldralös luftsurfande pojke på tolv år. Har varit medlem till luftpiraterna för ett års tid, men blev nästan genast Baloos adept. Engelsk röst av R.J. Williams, svensk röst av Jimmy Björndahl och Ulf Bergstrand.

- Rebecka Cunningham - hård, arrogant och envis, men ärlig affärskvinna och Baloos chef. Hon är ofta mycket kritisk mot Baloo. Engelsk röst av Sally Struthers, svensk röst av Monica Forsberg.

- Molly Cunningham - Rebeckas dotter. En flicka i sexårsåldern som är full av energi och alltid sugen på att följa med Baloo och Ville på deras spännande resor. Engelsk röst av Janna Michaels, svensk röst av Mia Kihl.

- Vildkatt (Wildcat) - Baloos mekaniker. Han är en otroligt skicklig yrkesman, men inte särskilt klyftig när det kommer till andra saker. Är dock väldigt snäll. Engelsk röst av Pat Fraley, svensk röst av Anders Öjebo.

- Louie - god vän till Baloo och ägare av Louie's Bar, en bar byggt runt ett skeppsvrak på en ö en bit utanför Kap Suzette. Engelsk röst av Jim Cummings, svensk röst av Bertil Engh.

- Don Karnage - självupptagen men listig ledare för Luftpiraterna, en piratliga som försörjer sig på att plundra flygplan. Piraterna använder sig huvudsakligen av ett gigantiskt luftskepp, Stålgamen, men har också visat sig använda andra moderskepp då och då. Merparten av piraterna är oerhört imbecilla men kan visa ondska och klipskhet när nöden kallar. Don Karnages engelska röst av Jim Cummings, svenska röst av Ingemar Carlehed.

- Shere Khan - inflytelserik och skrupelfri affärsman och VD för Khan Industries. Han är den som har den egentliga makten i Kap Suzette. Även om han ofta är ansedd som, onekligen, den största konkurrensen till Far och Flyg så är han annars nobel nog att ibland skydda staden från luftpirater med sin flygbas och han är mycket respektfull till Baloos flygskicklighet. Engelsk röst av Tony Jay, svensk röst av Roger Storm.

## Mottagande
IGN listade Luftens hjältar på plats 81 av de 100 bästa animerade TV-serierna.

## Luftens hjältar i Sverige
Serien visades för första gången i svensk tv som en del av SVT:s Disneyklubben 1992-1993. Sedan dess har den gått i repris ett flertal gånger, såväl på SVT, som på TV3, Kanal 5, Disney Channel och Toon Disney. Fem VHS-kassetter på vardera två avsnitt har också getts ut, under titeln Björnen Baloo - Luftens hjälte. 2013 släpptes serien sedan ut på DVD i 9 volymer, där 50 av de 65 avsnitten existerar (1-6 första halvåret 2013, med 5-7 avsnitt i varje, volym 7-9 under hösten 2013). Om eller när de sista avsnitten släpps är okänt.
I början av 2000-talet dubbades de avsnitt som aldrig tidigare dubbats till svenska och sändes första gången på Disney Channel i Sverige.
Sedan oktober 2021 finns hela serien tillgänglig i den svenska versionen av streamingtjänsten Disney+.

## Avsnitt
Seriens långa pilotavsnitt, Plunder and Lightning/Blixtattacken, sändes ursprungligen som ett enda avsnitt. Det repriserades dock redan efter några månader, 19-22 november, men då som fyra normallånga avsnitt (cirka 22 minuter, effektiv tid). Detta har också blivit det normala sättet att visa serien, och det enda sätt på vilket det sänts i Sverige.
Avsnitt 65, Flying Dupes/På fredligt uppdrag, sändes först tre månader efter att serien officiellt slutat.
| Nr | Svensk titel                    | Engelsk titel                            |
| -- | ------------------------------- | ---------------------------------------- |
| 1  | Blixtattacken (del 1)           | Plunder and Lightning (Part 1)           |
| 2  | Blixtattacken (del 2)           | Plunder and Lightning (Part 2)           |
| 3  | Blixtattacken (del 3)           | Plunder and Lightning (Part 3)           |
| 4  | Blixtattacken (del 4)           | Plunder and Lightning (Part 4)           |
| 5  | Piloter av plåt                 | From Here to Machinery                   |
| 6  | Sjöodjuret                      | It Came from Beneath the Sea Duck        |
| 7  | I sista minuten                 | Time Waits for No Bear                   |
| 8  | Mor för en dag                  | Mommy for a Day                          |
| 9  | Iskallt uppdrag                 | I Only Have Ice for You                  |
| 10 | Mollys docka                    | Molly Coddled                            |
| 11 | Polly vill ha en skatt          | Polly Wants a Treasure                   |
| 12 | En lek med ord                  | Vowel Play                               |
| 13 | Jakten på den försvunna skatten | The Idol Rich                            |
| 14 | Stormvarning                    | Stormy Weather                           |
| 15 | Bermudarektangeln               | Bearly Alive                             |
| 16 | Spökromantik                    | Her Chance to Dream                      |
| 17 | Valkuppen                       | All's Whale that Ends Whale              |
| 18 | Vänskapens gyllene kugge        | The Golden Sprocket of Friendship        |
| 19 | Med dig i mina tankar           | For a Fuel Dollars More                  |
| 20 | Världens bästa pilot (del 1)    | A Bad Reflection on You (Part 1)         |
| 21 | Världens bästa pilot (del 2)    | A Bad Reflection on You (Part 2)         |
| 22 | Björngång                       | On a Wing and a Bear                     |
| 23 | En stjärnas fall                | A Star Is Torn                           |
| 24 | Rävspel                         | A Touch of Glass                         |
| 25 | Rebeccas tryffeljakt            | The Bigger They Are the Louder They Oink |
| 26 | På hemligt uppdrag              | A Spy in the Ointment                    |
| 27 | Det stora arvet                 | The Balooest of the Blue Bloods          |
| 28 | Skiftande kroppar               | A Baloo Switcheroo                       |
| 29 | Legenden flygfantast Jansson    | Whistlestop Jackson, Legend              |
| 30 | Kvitt eller dubbelt             | Double or Nothing                        |
| 31 | Det är något kvinnligt i luften | Feminine Air                             |
| 32 | Sista horisonten                | Last Horizons                            |
| 33 | Snöandens flykt                 | Flight of the Snow Duck                  |
| 34 | Mycket vill ha mer              | Save the Tiger                           |
| 35 | Den gamle och Vildanden         | The Old Man and the Sea Duck             |
| 36 | Nördarnas krig                  | War of the Weirds                        |
| 37 | Äventyrslusta                   | Captains Outrageous                      |
| 38 | Blåst på tiden                  | The Time Bandit                          |
| 39 | Den försvunna staden (del 1)    | For Whom the Bell Klangs (Part 1)        |
| 40 | Den försvunna staden (del 2)    | For Whom the Bell Klangs (Part 2)        |
| 41 | Citizen Khan                    | Citizen Khan                             |
| 42 | Ett hårt straff                 | Gruel and Unusual Punishment             |
| 43 | Mollys vita jul                 | A Jolly Molly Christmas                  |
| 44 | Min fagre Baloo                 | My Fair Baloo                            |
| 45 | Drottning Mavie's Vubinvingar   | Waiders of the Wost Tweasure             |
| 46 | En annorlunda flygarskola       | Flight School Confidential               |
| 47 | Baloo kopplar en Halvnelson     | Bringing Down Babyface                   |
| 48 | Kanonskytten                    | Jumping the Guns                         |
| 49 | En urgammal blunder             | In Search of Ancient Blunders            |
| 50 | Louie's håller stånd            | Louie's Last Stand                       |
| 51 | Betygshets                      | Sheepskin Deep                           |
| 52 | Himmelska pizzor                | Pizza Pie in the Sky                     |
| 53 | Ett topphemligt projekt         | Baloo Thunder                            |
| 54 | Bullethead Baloo                | Bullethead Baloo                         |
| 55 | Ett sånt öde                    | Destiny Rides Again                      |
| 56 | Snabbare än ljudet              | Mach One for the Gipper                  |
| 57 | Fäst vid dig                    | Stuck on You                             |
| 58 | Galna Edna                      | The Sound and the Furry                  |
| 59 | Ett gissel som gisslan          | The Ransom of Red Chimp                  |
| 60 | Den magiske Louie och Babaloo   | The Road to Macadamia                    |
| 61 | Baloo går på post               | Your Baloo's in the Mail                 |
| 62 | Det förlorade paradiset         | Paradise Lost                            |
| 63 | En försvinnande liten Molly     | The Incredible Shrinking Molly           |
| 64 | Flygar-Ässet                    | Bygones                                  |
| 65 | På fredligt uppdrag             | Flying Dupes                             |

## Serietidningar
Precis som många andra av Disneys tv-serier har det även gjorts flera serietidningsserier med gänget från Luftens hjältar; omkring fyrtio avsnitt blev det totalt. I Sverige har dock bara den första av dessa, Jakten på det försvunna flygplanet (Flight of the Sky-Raker), publicerats. Den fanns att läsa i seriemagasinet Disney's tv-serier, nummer 2/1993.